# Siyer-i Nebi
Siyer-i Nebi ist ein Epos über das Leben des Propheten Mohammed. Geschrieben wurde es von Mustafa ben Yusuf aus Erzurum im Jahre 1388 auf Bestellung von Barquq, Sultan der Mamluken in Kairo. Das Werk umfasst sechs Bände und enthält 814 Miniaturen. Sultan Murad III. beauftragte gegen Ende des 16. Jahrhunderts die Illustration des Werks durch den Kalligraphen Lütfi Abdullah. Die Arbeit wurde erst unter Murads Nachfolger Mehmed III. am 16. Januar 1595 abgeschlossen.
Die Originale von Band 1, 2 und 6 befinden sich im Topkapı-Palast, Band 3 in der New York Public Library, Band 4 in der Chester Beatty Library in Dublin. Der Verbleib von Band 5 ist unklar. Ungefähr 20 Einzelminiaturen sind aus den Originalen herausgerissen und werden auf Kunstauktionen gehandelt. Eine kopierte Ausgabe aus dem 17. Jahrhundert ist im Museum für türkische und islamische Kunst ausgestellt.

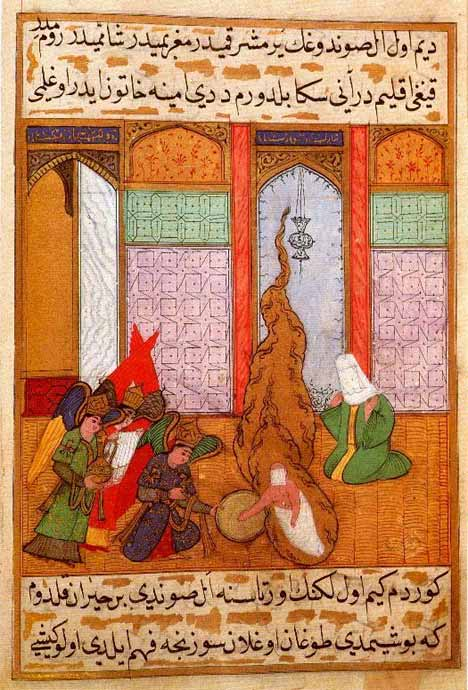
Mohammeds Geburt
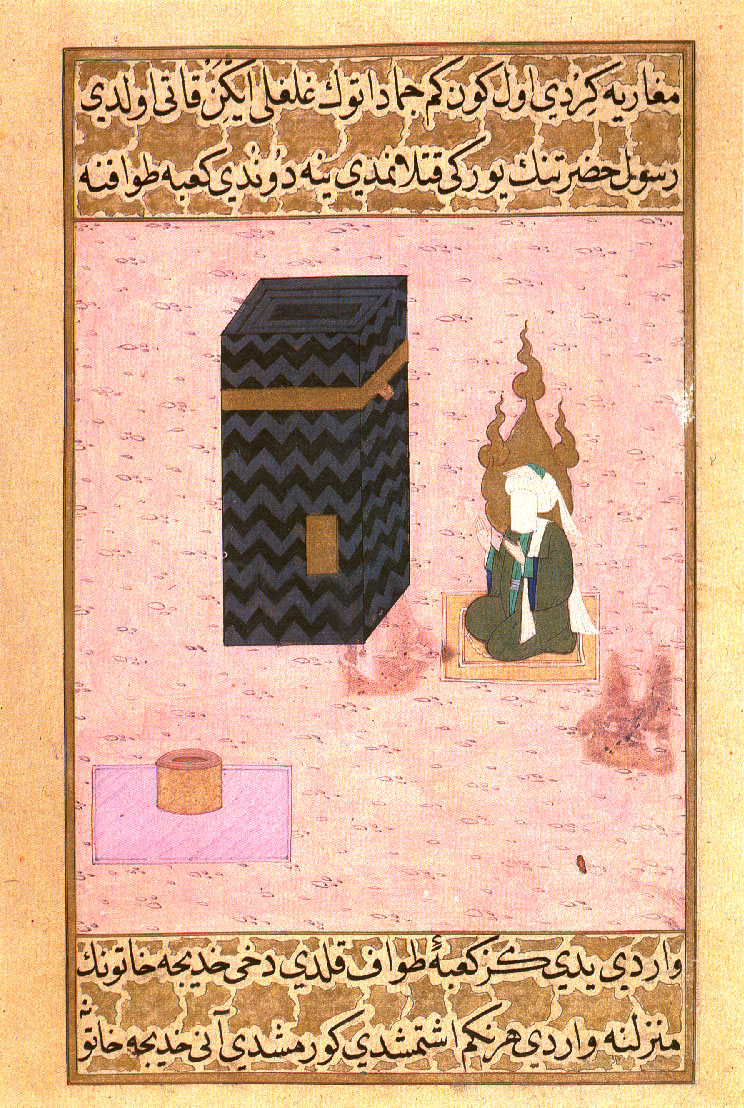
Mohammed an der Kaaba
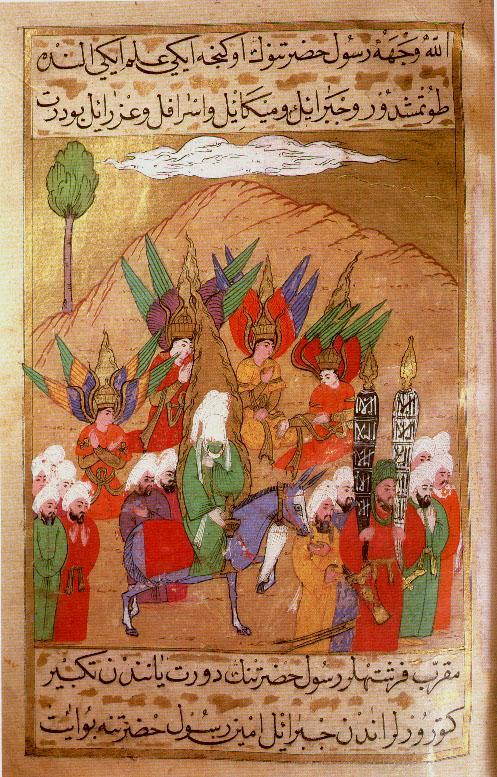
Mohammed auf dem Weg nach Mekka
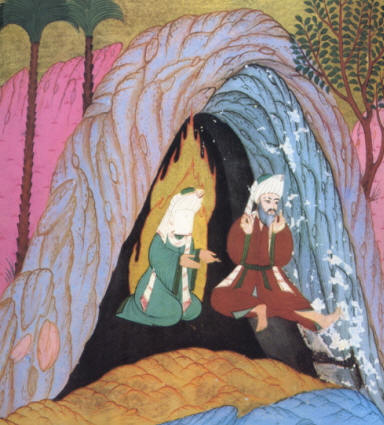
Abu Bakr und Mohammed verbergen sich vor der Hidschra in der Höhle am Berge Thaur
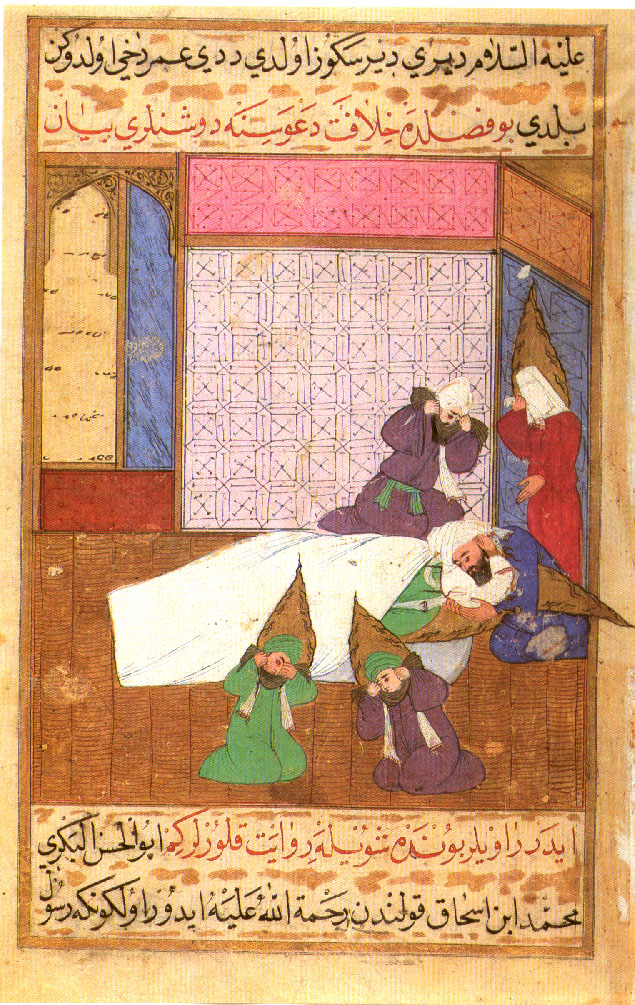
Mohammeds Tod